# Saturnino Álvarez Bugallal
Saturnino Álvarez Bugallal (Areas, Ponteareas, Pontevedra, 11 de febrer de 1834 - † Lisboa, Portugal, 30 de maig de 1885) fou un advocat, periodista i polític espanyol, va ser ministre de Gràcia i Justícia durant el regnat d'Alfons XII.

## Biografia
Fou escollit Diputat en el Congrés per les circumscripcions d'Ourense i Pontevedra en pràcticament tots els processos electorals celebrats entre 1858 i 1884 fou també senador per Ourense en 1884.
Ocuparia la cartera ministerial de Gracia i Justícia dos cops: entre el 6 de gener i el 7 de març de 1879; i entre el 9 de desembre de 1879 i el 8 de febrer de 1881 a sengles governs presidits per Cánovas.
Posteriorment va ser nomenat ministre plenipotenciari d'Espanya a Lisboa, ciutat on moriria en 1884. La seva vídua, Adelaida García Rodríguez, va rebre a la seva mort el títol de comtessa de Bugallal.
Com a periodista va col·laborar a les pàgines de la Época.